# Leptostylis attenuatus
Leptostylis attenuatus är en kräftdjursart som beskrevs av Francis Day 1980. Leptostylis attenuatus ingår i släktet Leptostylis och familjen Diastylidae. Inga underarter finns listade i Catalogue of Life.